# Ватанабэ, Кадзуо
Кадзуо Ватанабэ (яп. 渡辺 一夫 Ватанабэ Кадзуо, 25 сентября 1901 — 10 мая 1975) — японский литературовед и переводчик, специалист по французской литературе. Учился в Париже перед Второй мировой войной. Был профессором Токийского университета, академиком. Получил широкую известность как исследователь литературы XVI века и творчества Франсуа Рабле. Одна из ключевых работ Ватанабэ — «Люди французского Ренессанса» (1964).
Ватанабэ переведены с французского на японский язык «Гаргантюа и Пантагрюэль» Рабле, «Похвала глупости» Эразма Роттердамского, французское издание «Тысячи и одной ночи» (совместно с Ёсио Тоёсима), а также произведения Пьера Лоти, Жоржа Дюамеля, Томаса Манна и др. За перевод «Гаргантюа и Пантагрюэля» был удостоен литературной премии Ёмиури (1964) и премии Асахи (1971). Переводы Ватанабэ произведений Вилье де Лиль-Адама высоко ценил Юкио Мисима.
Как педагог Кадзуо Ватанабэ воспитал целую плеяду японских интеллектуалов, включая Кэндзабуро Оэ. После смерти Ватанабэ в память о своём наставнике Оэ опубликовал сборник эссе «Читая Кадзуо Ватанабэ, современного гуманиста Японии» (1984), а также посвятил Ватанабэ большую часть своей Нобелевской лекции «Многосмысленностью Японии рождённый» (1994). По мнению Оэ, исследования Ватанабэ о Франсуа Рабле остаются одним из самых заметных и ценных достижений японской культуры двадцатого века.
Издательством «Тикумасёбо» выпущено полное собрание сочинений Ватанабэ в 14 томах под редакцией его учеников, Оэ и Тору Симидзу.

## Викицитатник
- Кэндзабуро Оэ о влиянии на него Кадзуо Ватанабэ